# Place Hubert-Dubedout
La place Hubert-Dubedout (anciennement Place de la Bastille) est une place de Grenoble, située dans le quartier de l'hypercentre grenoblois, un des plus anciens secteurs urbanisés de la ville

## Situation et accès
Cette place, qui marque l'entrée historique du nord de la cité dauphinoise depuis la route de Lyon, est située à proximité immédiate du pont de la Porte de France et des berges de l'Isère, au carrefour de nombreuses voies urbaines.

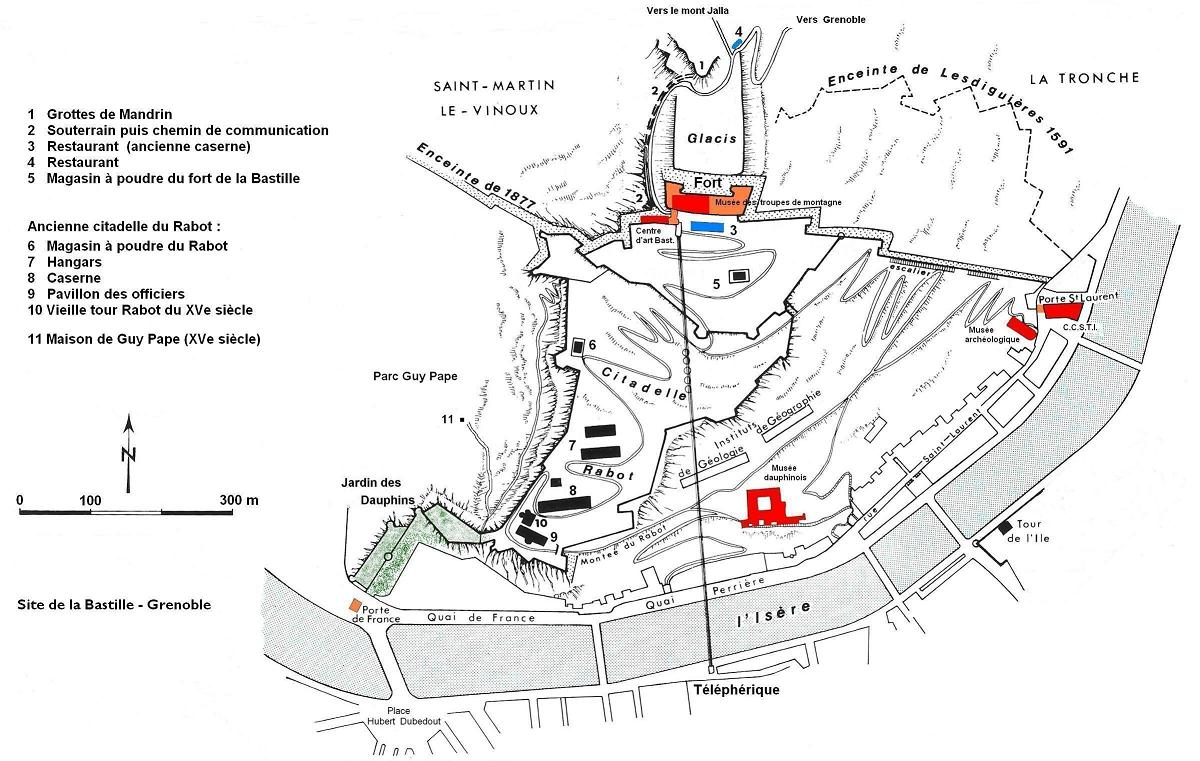
Situation de la place (en bas à gauche du plan) par rapport à la colline de la Bastille.

Lieu marquant l'entrée nord de ville avec l'esplanade et la Porte de France, la place Hubert-Dubedout est positionnée au nord du centre-ville de Grenoble.
Cette place est principalement traversée par les véhicules entrant ou sortant de Grenoble, depuis de la Route nationale 481, ancienne section de l'A48 qui a été déclassée en 2011 et de la route de Lyon qui rejoint le territoire de Saint-Martin-le-Vinoux.
En partant du nord, et dans le sens des aiguilles d'une montre, la place donne accès aux voies suivantes, selon les références toponymiques fournies par le site géoportail de l'Institut géographique national :
| - Nord : pont de la Porte de France - Kofi-Annan - Est : quai Créqui - Sud-est : boulevard Gambetta - Sud-ouest : cours Jean-Jaurès - Ouest : quai Claude Bernard / rue Casimir Brenier |

La place, située à l'entrée nord de l'hypercentre de Grenoble, est séparée de la rive gauche de l'Isère par le pont de la Porte de France - Kofi-Annan.
Elle est également longée par la voie Corato, la principale voie sur berge de Grenoble, située sur la rive gauche mais qui ne la dessert pas.
Le site, situé non loin du centre ville de Grenoble et de l'Esplanade, est accessible aux passants depuis n'importe quel point de la ville.
Transport public
Depuis le 27 juin 2014, date de l'ouverture de la ligne, cette place est traversée par la ligne E du réseau de tramway de l'agglomération grenobloise. Les stations les plus proches se dénomment Annie Fratellini - Esplanade et Alsace-Lorraine.

## Origine du nom

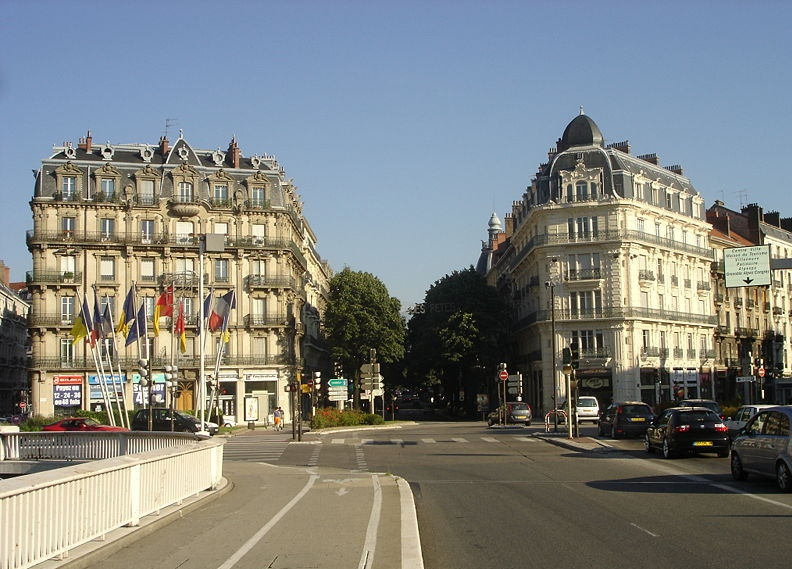
La place en août 2007

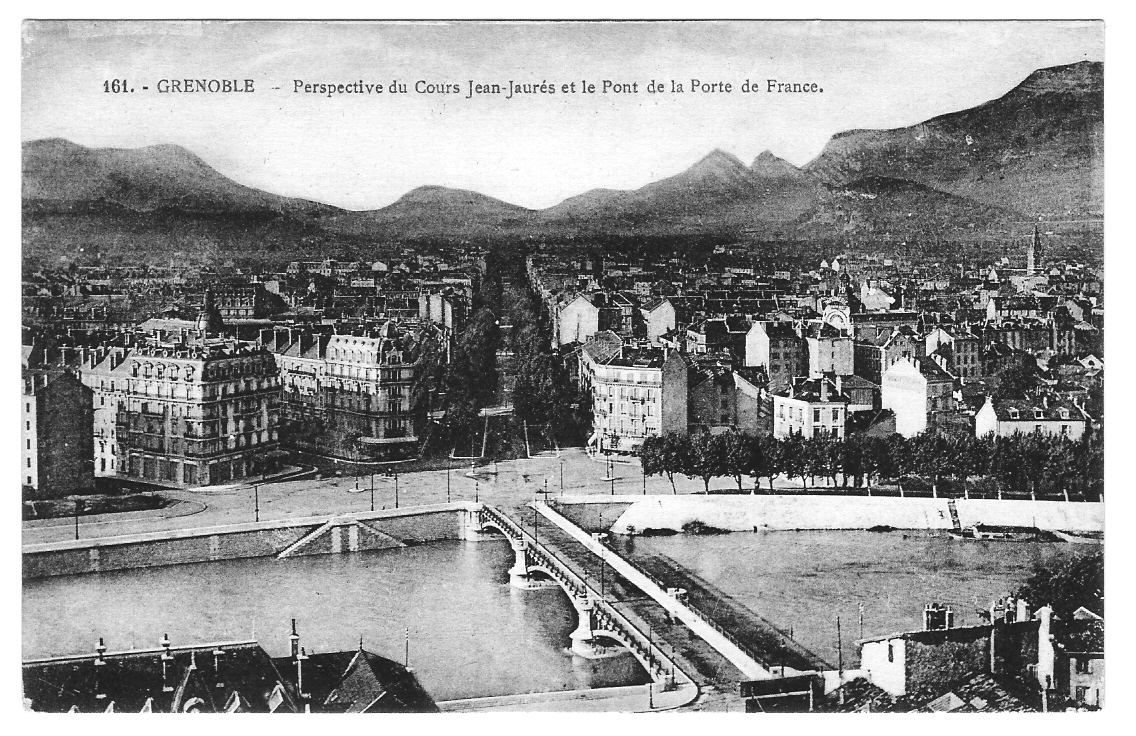
Place de la Bastille au début du XXe siècle

Auparavant dénommée « Place de la Bastille », son nom a été modifié en hommage à Hubert Dubedout (1922-1986), officier de marine et maire de la ville de Grenoble de 1965 à 1983.

## Historique
Ancien hémicycle servant de carrefour au débouché du pont de la Porte de-France, cette place, dominée par la colline et le fort de la Bastille, a donc été nommée tout logiquement par ce nom lors de sa création par le conseil municipal au cours de sa délibération du 30 juin 1902. Elle fut ensuite rebaptisée du nom d'un ancien maire de la ville.
Avec la place de Verdun, cette place est un lieu utilisé pour accueillir divers rassemblements, manifestations ou départs de cortèges organisés par des mouvements revendicatifs de la région grenobloise.